# Ucrania en los Juegos Paralímpicos de Vancouver 2010
Ucrania estuvo representada en los Juegos Paralímpicos de Vancouver 2010 por un total de 19 deportistas, 11 hombres y ocho mujeres.

## Medallistas
El equipo paralímpico ucraniano obtuvo las siguientes medallas:
| Nombre                                             | Deporte        | Evento                                         |
| -------------------------------------------------- | -------------- | ---------------------------------------------- |
| Oro                                                |                |                                                |
| Olena Iurkovska                                    | Biatlón        | 2,4 km persecución sentado femenino            |
| Olexandra Kononova                                 | Biatlón        | 12,5 km de pie femenino                        |
| Vitali Lukyanenko                                  | Biatlón        | 3 km persecución discapacidad visual masculino |
| Olexandra Kononova                                 | Esquí de fondo | 1 km velocidad de pie femenino                 |
| Olexandra Kononova                                 | Esquí de fondo | 5 km de pie femenino                           |
| Plata                                              |                |                                                |
| Olena Iurkovska                                    | Biatlón        | 10 km sentado femenino                         |
| Iuri Kostiuk                                       | Biatlón        | 2,4 km persecución sentado masculino           |
| Grigori Vovchynski                                 | Biatlón        | 12,5 km de pie masculino                       |
| Yulia Batenkova                                    | Esquí de fondo | 5 km de pie femenino                           |
| Yulia Batenkova                                    | Esquí de fondo | 15 km de pie femenino                          |
| Olena Iurkovska                                    | Esquí de fondo | 1 km velocidad sentado femenino                |
| Yulia Batenkova Olena Iurkovska Olexandra Kononova | Esquí de fondo | 3 × 2,5 km clase abierta femenino              |
| Iuri Kostiuk Vitali Lukyanenko Grigori Vovchynski  | Esquí de fondo | 1 × 4/2 × 5 km clase abierta masculino         |
| Bronce                                             |                |                                                |
| Liudmyla Pavlenko                                  | Biatlón        | 2,4 km persecución sentado femenino            |
| Yulia Batenkova                                    | Biatlón        | 12,5 km de pie femenino                        |
| Vitali Lukyanenko                                  | Biatlón        | 12,5 km discapacidad visual masculino          |
| Grigori Vovchynski                                 | Biatlón        | 3 km persecución de pie masculino              |
| Olena Iurkovska                                    | Esquí de fondo | 10 km sentado femenino                         |
| Grigori Vovchynski                                 | Esquí de fondo | 10 km de pie masculino                         |